# لافور بوستيل
لافور بوستيل (بالإنجليزية: Lavor Postell)‏ مواليد 26 فبراير 1978 في ألباني، هو لاعب كرة سلة أمريكي معتزل. بدأ مسيرته الاحترافية في سنة 2000. تم اختياره من قبل فريق نيويورك نيكس خلال الدرافت. يبلغ طوله 6 قدم 6 بوصة (2.0 م). اعتزل اللعب في 2009.

## المسيرة الاحترافية
لعب مع نيويورك نيكس من سنة 2000 إلى 2003، ثم لعب مع نادي أولمبياكوس لكرة السلة في موسم 2004–2005، ثم لعب مع فيكتوريا يبرتاس بيزارو في الدوري الإيطالي في سنة 2005، ثم لعب مع نادي أوستند لكرة السلة من سنة 2005 إلى 2007.

## روابط خارجية
- لافور بوستيل على موقع إن بي أي (الإنجليزية)
- لافور بوستيل على موقع سبورتس رفرنس (الإنجليزية)
- لافور بوستيل على موقع كرة السلة الأوروبية.كوم (الإنجليزية)
- لافور بوستيل على موقع كلية كرة السلة في سبورتس رفرنس.كوم (الإنجليزية)
- لافور بوستيل على موقع ريلجم (الإنجليزية)
- لافور بوستيل على موقع بروبوليرز (الإنجليزية)
- لافور بوستيل على موقع سبورتس رفرنس (الإنجليزية)
- لافور بوستيل على موقع سبورتس رفرنس (الإنجليزية)